# Polska (miesięcznik)
Polska – polski miesięcznik wydawany w ośmiu wersjach językowych przez wydawnictwo Interpress od września 1954 do roku 1999. Ze względu na wprowadzenie stanu wojennego zawieszone od stycznia 1982 roku. Reaktywowane w październiku 1998 roku.
Miesięcznik ukazywał się w wersjach: polskiej („Polska”), angielskiej („Poland”), francuskiej („La Pologne”), niemieckiej („Monatsschrift Polen”), hiszpańskiej („Polonia”), rosyjskiej („Польша”), szwedzkiej („Månadstidskriften Polen”) i czeskiej („Polsko”). Redaktorem naczelnym był Jerzy Piórkowski.
Drukowany był w formacie 28 × 36,5 cm w objętości 48 stron (czasami 72 stron) w drukarni wklęsłodrukowej RSW Prasa w Warszawie przy ul. Okopowej. Nakład wersji językowych nie był ujawniony.
Kierownikiem artystycznym był Lech Zahorski.

Stałymi fotografami byli Piotr Barącz, Marek Holzman, Tadeusz Rolke, Eustachy Kossakowski i Irena Jarosińska.

Z miesięcznikiem współpracowali m.in. Andrzej Osęka, Jerzy Waldorff i Joanna Guze.
Na ostatnich stronach zamieszczane były rysunki humorystyczne, najczęściej bez podpisów, których autorami byli Eryk Lipiński, Anna Gosławska-Lipińska (Ha-Ga), Gwidon Miklaszewski, Zbigniew Lengren, Andrzej Czeczot, Zbigniew Ziomecki i in.
Ukazywały się reklamy polskich firm produkujących towary przeznaczone na eksport.

Redakcja zamawiała też artykuły u wybitnych artystów i profesorów wyższych uczelni.
Ukazywały się wywiady z odwiedzającymi Polskę artystami i uczonymi z zagranicy.
W każdym numerze zamieszczano wiele reprodukcji dzieł dawnego i współczesnego polskiego malarstwa i grafiki. Okładki projektowali graficy należący do polskiej szkoły plakatu.
Miesięcznik przeznaczony dla zagranicznego czytelnika prezentował polską kulturę i sztukę w atrakcyjnej formie graficznej. Był drukowany na doskonałym papierze, z wieloma całostronicowymi ilustracjami.